# بوني ماكي
بوني ماكي (بالإنجليزية: Bonnie McKee)‏ هي مغنية مؤلفة ومغنية وموسيقية وملحنة وممثلة أمريكية، ولدت في 20 يناير 1984 في فاكافيلي في الولايات المتحدة.

## أعمال

### أفلام
- (2007) أوجست رش[6]

## وصلات خارجية
- الموقع الرسمي
- بوني ماكي على موقع IMDb (الإنجليزية)
- بوني ماكي على موقع روتن توميتوز (الإنجليزية)
- بوني ماكي على موقع ميوزك برينز (الإنجليزية)
- بوني ماكي على موقع تيرنر كلاسيك موفيز (الإنجليزية)
- بوني ماكي على موقع أول ميوزيك (الإنجليزية)
- بوني ماكي على موقع ديسكوغز (الإنجليزية)
- بوني ماكي على موقع قاعدة بيانات الفيلم (الإنجليزية)